# Лов (филм)
Лов (дан. Jagten; енгл. The Hunt) дански је филм из 2012. године режисера Томаса Винтерберга, у ком главну улогу тумачи Мадс Микелсен. Радња се одвија у малом данском градићу у периоду око Божића и прати човека који постаје мета масовне хистерије након што бива неправедно оптужен за злостављање девојчице у вртићу где ради као васпитач.
Лов је премијерно приказан на Филмском фестивалу у Кану 2012. године, где је Микелсен освојио награду за најбољег глумца. Сам филм је освојио бројна друга признања, укључујући награду Нордијског филмског савета за најбољи филм. Такође је био номинован за Оскара и БАФТУ у категорији „Најбољи страни филм“, а тренутно се налази на листи 250 најбољих филмова сајта IMDb.

## Радња
Лукас је члан ловачке заједнице у данској провинцији и ради као васпитач у вртићу; ужива у друштву деце и деца га доживљавају пријатељски. Живи са псом и иако разведен труди се да одржи контакт са сином адолесцентом, који живи са мајком. У вртићу се запошљава имигранткиња Нађа и њих двоје ступају у везу.
Једна од штићеница вртића, Клара, ћерка Лукасовог пријатеља Теа, заљубљује се у Лукаса, али је он у покушају да јој појасни међуљудске односе прејако емотивно одгурује. Повређена, девојчица се сећа порнографског садржаја који јој је показао брат и коментаром наводи директорку вртића на помисао да јој се Лукас показивао наг. Приликом испитивања, Клара износи нејасно сведочење против Лукаса. Директорка и остали у заједници узимају њену причу о злостављању здраво за готово, иако Клара покушава да је оповргне и тврди да је читав случај измислила.
Лукас бива окарактерисан као педофилски предатор. Његово пријатељство са Теом бива уништено, а заједно са својим сином, након што се он досели код њега, бива искључен из друштва. Управа вртића наставља истрагу и појављују се друга деца која такође тврде да су видели Лукаса голог. Лукас истерује Нађу из куће након што она коментаром ода утисак да оставља простора за Лукасову кривицу. Група Лукасових пријатеља допушта му да са сином проведе време до суђења код њих. Пред суђење, помињу се сведочења о подруму у Лукасовој кући, која Лукасу иду у прилог, јер његова кућа нема подрум. Лукас бива ослобођен оптужби.
Заједница и даље не верује Лукасу и ситуација се прелива у насиље. Након што му каменују кућу и убију пса, доживљава напад у самопослузи, на који одговара тако што месару ломи нос. На Бадње вече, Лукас се у цркви сукобљава са Теом. Под утиском очевог и Лукасовог емотивног пуцања, Клари се из сна чини да уместо оца види Лукаса и његовог пса, након чега се извињава оцу мислећи да је реч о Лукасу. Сутрадан, Тео одлази код Лукаса и њих двојица се мире.
Годину дана касније, ловачка заједница слави ловачку дозволу Лукасовог сина, Маркуса. Лукас и Нађа су поново заједно, а и Лукасов однос са Кларом поново је стабилан. На ловачкој експедицији у Маркусову част неко пуца на Лукаса, али га промашује. Заслепљен сунцем, Лукас не успева да види ко је нападач, али види репетирање пушке, поновно упирање пушке у њега, а потом и како нападач бежи.

## Улоге
- Мас Микелсен као Лукас
- Александра Рапапорт као Нађа, Лукасова девојка
- Томас Бо Ларсен као Тео, Лукасов пријатељ
- Ласе Фогелштром као Маркус, Лукасов син
- Сусе Волд као Грете
- Ларс Ранте као Брун
- Ане Луизе Хасинг као Агнес, Теова жена
- Бјарне Хенриксен као Оле
- Аника Ведеркоп као Клара, Теова и Агнесина ћерка
- Оле Дупонт као адвокат